# Champ Clark Bridge
Die Champ Clark Bridge ist eine Fachwerkbrücke aus Stahl, deren fünf Felder über den Mississippi River führen und die Stadt Louisiana in Missouri mit dem zu Illinois gehörenden Ostufer verbindet. Über die Brücke führt der U.S. Highway 54 in nordöstlicher Richtung nach Pittsfield, wo dieser Highway seinen Endpunkt hat.
Die Brücke ist nach James Beauchamp Clark benannt. Dieser war von 1911 bis 1919 Sprecher des Repräsentantenhauses der Vereinigten Staaten und kam aus Bowling Green, Missouri.
Die Brücke ist schmal und bietet mit ihren 6,1 m Breite geradeso Platz für zwei Fahrstreifen. Sie wurde 1928 erbaut und war ursprünglich silbergrau gestrichen. 1982 erhielt sie einen dunkelgrünen Anstrich. 1999 und 2005 wurde sie durch das Missouri Department of Transportation renoviert. 2005 erhielt sie auch ihre derzeitige graue Farbe.
Das Bauwerk ist 697 m lang und die Hauptspanne über den Hauptarm des Mississippi Rivers hat eine Länge von 128 m.

## Quellen

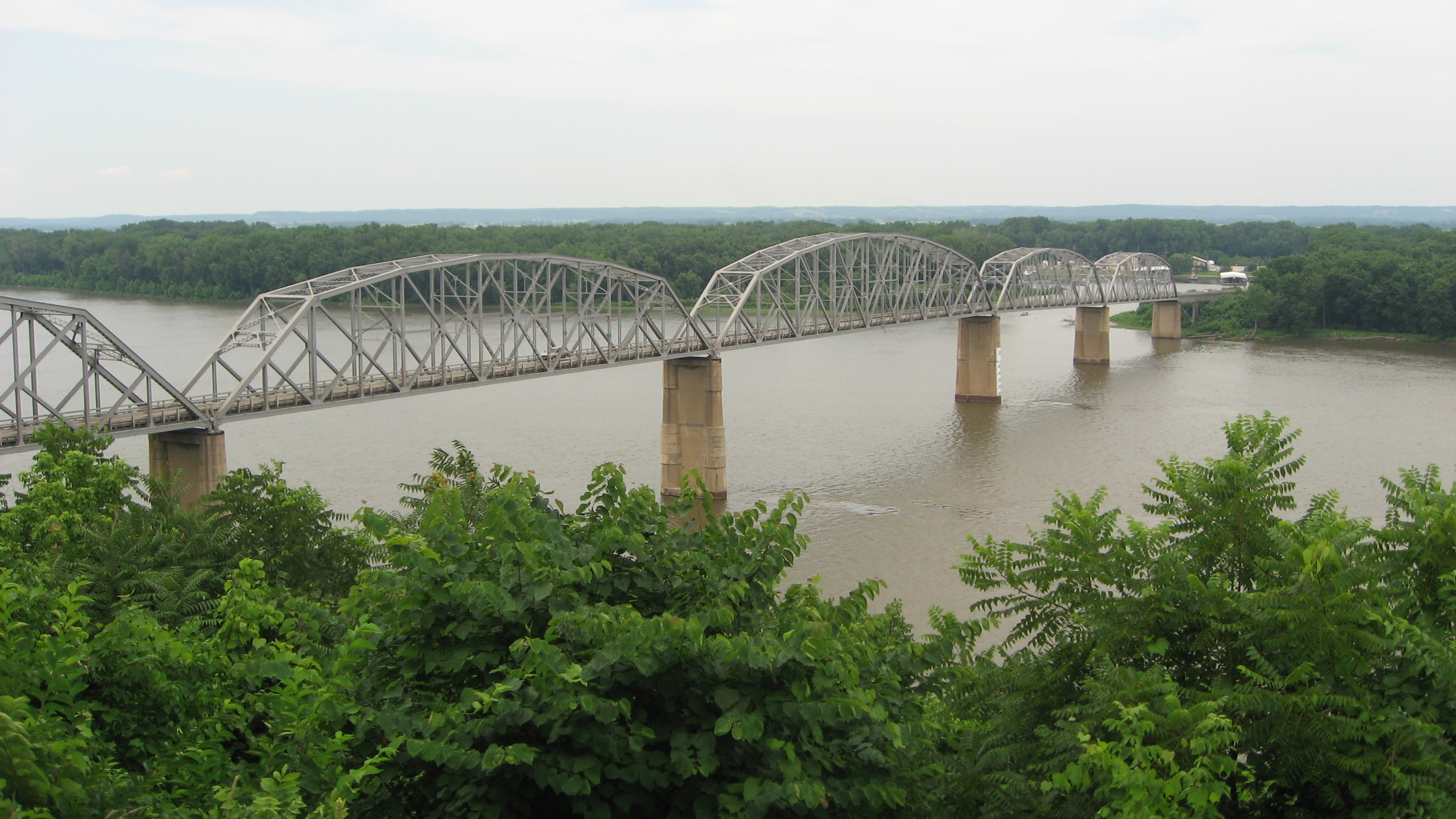
Blick auf die Brücke von Louisiana, Missouri aus.
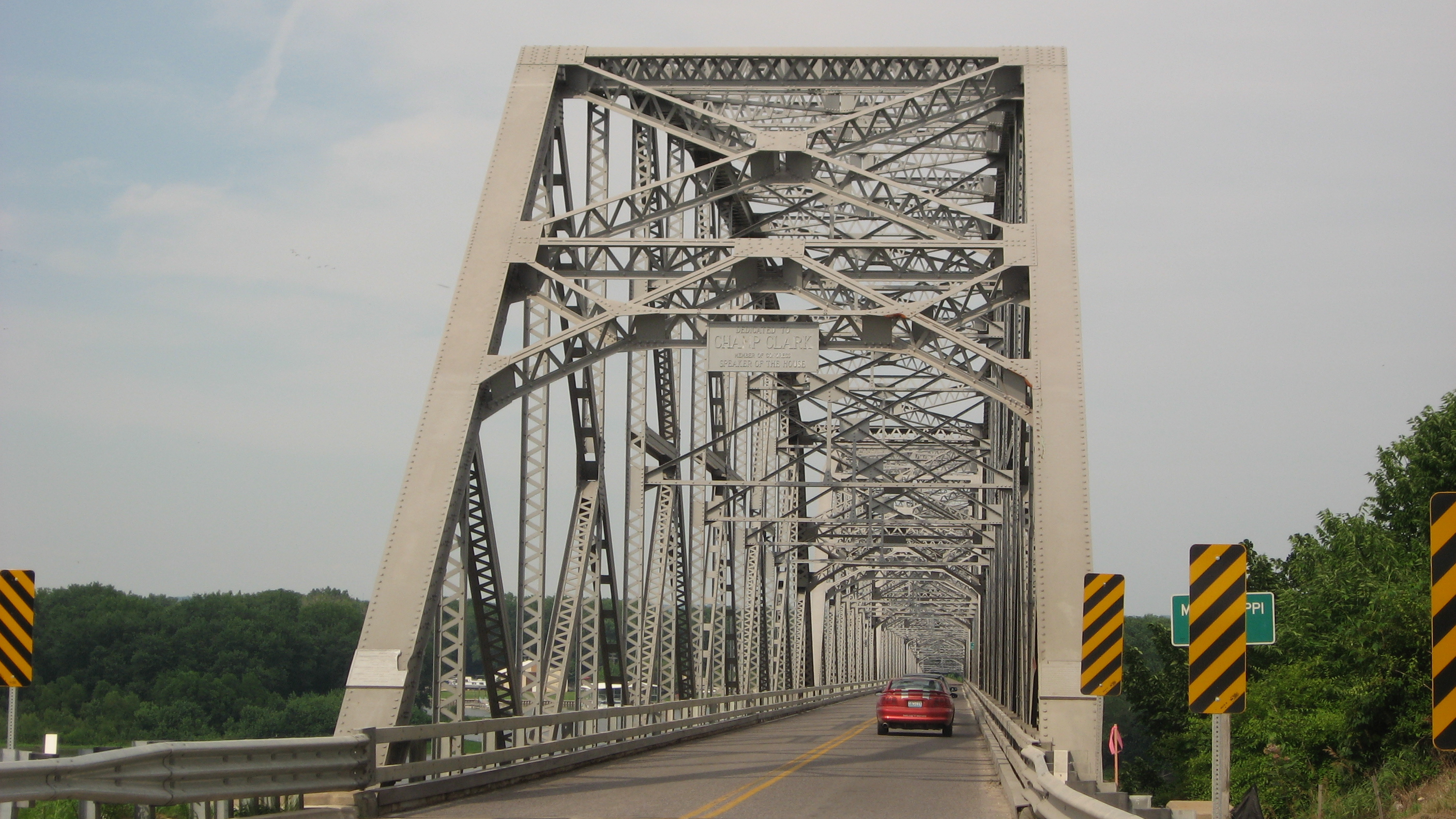
Eine andere Ansicht Richtung Osten.
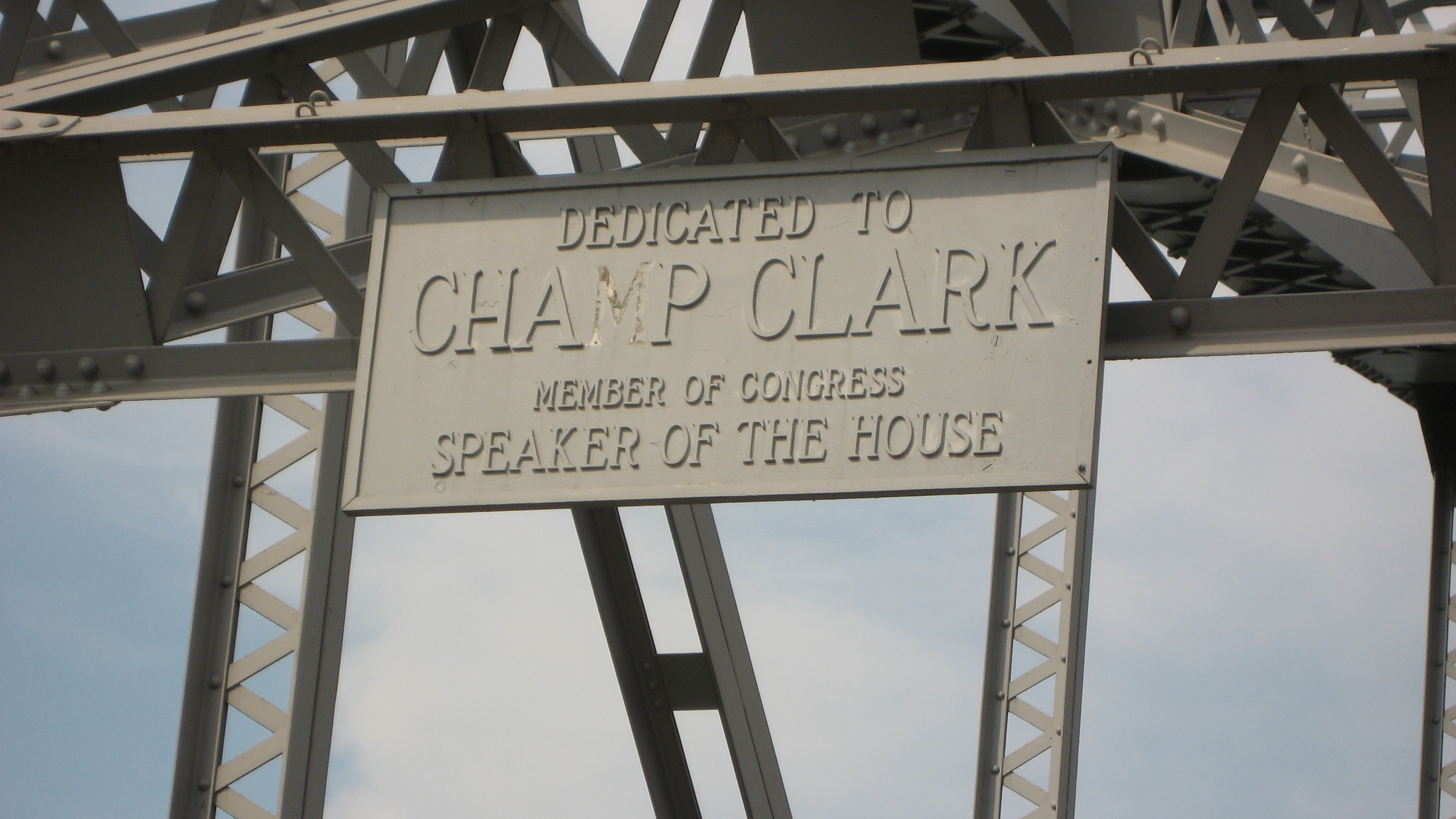
Gedenktafel.